# Shelburn (Indiana)
Shelburn es un pueblo ubicado en el condado de Sullivan en el estado estadounidense de Indiana. En el Censo de 2010 tenía una población de 1252 habitantes y una densidad poblacional de 704,66 personas por km².

## Geografía
Shelburn se encuentra ubicado en las coordenadas 39°10′45″N 87°23′50″O / 39.17917, -87.39722. Según la Oficina del Censo de los Estados Unidos, Shelburn tiene una superficie total de 1.78 km², de la cual 1.78 km² corresponden a tierra firme y (0%) 0 km² es agua.

## Demografía
Según el censo de 2010, había 1252 personas residiendo en Shelburn. La densidad de población era de 704,66 hab./km². De los 1252 habitantes, Shelburn estaba compuesto por el 96.17% blancos, el 0% eran afroamericanos, el 0.48% eran amerindios, el 0.64% eran asiáticos, el 0% eran isleños del Pacífico, el 0.56% eran de otras razas y el 2.16% pertenecían a dos o más razas. Del total de la población el 1.2% eran hispanos o latinos de cualquier raza.